# Cassia desolata
Cassia desolata är en ärtväxtart som beskrevs av Ferdinand von Mueller. Cassia desolata ingår i släktet Cassia och familjen ärtväxter.

## Underarter
Arten delas in i följande underarter:
- C. d. desolata
- C. d. planipes